# 나폴라 (영화)
나폴라(Napola – Elite für den Führer)는 2004년 공개된 독일의 영화이다.

## 줄거리
1942년, 복싱 실력을 인정받은 프리드리히 바이머는 나치 엘리트 양성 학교인 나폴라에 입학하게 된다. 반나치 성향의 아버지의 반대에도 불구하고, 더 나은 삶을 향한 열망에 휩싸인 프리드리히는 아버지의 서명을 위조해 학교에 들어간다. 학교에서 그는 크리스토프, 헤페, 챠덴, 지기 등 룸메이트들을 만나고, 곧 알브레히트 슈타인과 절친한 친구가 된다.
나폴라의 엄격한 규율과 폭력적인 문화 속에서 프리드리히와 알브레히트는 서로 의지하며 학교 생활을 이어간다. 학교에서는 나치 이념을 주입하고, ‘적자생존’을 당연시하며 유대인과 국가의 적들을 열등하고 위험한 존재로 가르친다. 특히 복싱 코치는 프리드리히에게 승리를 위해 무자비해질 것을 강요하며, 동정심을 ‘쓰레기’ 취급한다. 그러던 중, 프리드리히는 게슈타포가 아버지를 찾아갔다는 어머니의 편지를 받게 된다.
한편, 예술에 대한 열정을 가진 알브레히트는 아버지의 반대에도 불구하고 학교 신문에 글을 쓰기 시작하고, 프리드리히는 그에게 조언을 아끼지 않는다. 프리드리히는 다른 나폴라 학교와의 복싱 경기에서 잔혹하게 상대를 쓰러뜨리고 승리하지만, 알브레히트는 그의 잔인함에 실망한다.
어느 날, 학교 훈련 중 실수로 수류탄을 놓친 마틴을 구하려다 지기가 폭탄에 희생되고, 학교는 그를 ‘조국을 위한 순교자’로 추앙한다. 주말에 알브레히트의 집에 방문한 프리드리히는 예술적 감수성을 가진 알브레히트를 못마땅해하고, 운동 실력에만 관심을 보이는 알브레히트의 아버지에게 더 많은 관심을 받는다. 알브레히트는 프리드리히와의 복싱 대결에서 패배하고, 이 일로 두 사람의 우정은 잠시 금이 간다.
겨울, 학교 학생들은 탈주한 소련군 포로들을 수색하는 작전에 투입된다. 프리드리히와 알브레히트는 도망치는 포로들을 사살하지만, 그들이 어린 아이들이라는 사실에 충격을 받는다. 알브레히트는 살아남은 아이를 치료하려 하지만, 그의 아버지는 아이를 사살한다. 이후 알브레히트는 학교 수업에서 포로 학살을 비판하는 글을 낭독하며 아버지의 명령을 거부한다. 이 일로 알브레히트는 퇴학당하고, 동부 전선으로 파견된다.
다음 날, 학생들은 얼어붙은 호수에서 빙판 수영 훈련을 받는다. 알브레히트는 스스로 얼음 밑으로 사라지며 자살을 선택하고, 프리드리히는 그의 죽음에 깊은 슬픔과 죄책감을 느낀다. 하지만 학교는 알브레히트의 죽음을 외면한다.
프리드리히는 포츠담 나폴라 학교와의 복싱 경기에 출전하게 되고, 경기 결과에 따라 그의 학교에서의 미래가 결정된다. 하지만 프리드리히는 학교와 이념에 환멸을 느껴, 일부러 마지막 공격을 하지 않고 패배를 자초한다. 결국 프리드리히는 학교에서 퇴학당하고, 나폴라의 이상에 의문을 품은 채 학교를 떠난다. 영화는 1945년까지 나폴라 출신 학생들의 절반이 전쟁에서 희생되었다는 내레이션으로 끝을 맺는다.

## 출연

### 주연
- 막스 리멜트
- 톰 쉴링

### 조연
- 데비드 스트리에소브
- 조아킴 비즈메이어
- 유스투스 본 도난이

## 기타
- 미술: 매티아스 무세
- 의상: 나타샤 커티우스-노스
- 배역: 네시 네슬라우어